# Mory-Montcrux
Mory-Montcrux is een gemeente in het Franse departement Oise (regio Hauts-de-France) en telt 93 inwoners (2009). De plaats maakt deel uit van het arrondissement Clermont.

## Geografie
De oppervlakte van Mory-Montcrux bedraagt 4,7 km², de bevolkingsdichtheid is dus 19,8 inwoners per km².
De onderstaande kaart toont de ligging van Mory-Montcrux met de belangrijkste infrastructuur en aangrenzende gemeenten.

## Demografie
Onderstaande figuur toont het verloop van het inwonertal (bron: INSEE-tellingen).